# Pink Cream 69
I Pink Cream 69 sono un gruppo heavy metal tedesco formato a Karlsruhe (Baden-Württemberg) nel 1987.

## Storia
Chiamati affettuosamente "The Pinkies" dai loro fan, sono in attività dal 1987, formati inizialmente da Andi Deris, Dennis Ward, Kosta Zafiriou e Alfred Koffler.
Ottennero il loro primo contratto con la Epic Records l'anno successivo vincendo il concorso per le nuove proposte indetto dalla rivista musicale Metal Hammer a Ludwigsburg.
Nati inizialmente con sonorità hard rock, negli ultimi anni spaziano anche tra AOR e ritmiche prettamente heavy metal.
Nel 1994 Andi Deris lascia la band per unirsi agli Helloween. Viene rimpiazzato con David Readman.
La band diventa un quintetto nel 2003, quando Uwe Reitenauer viene reclutato per affiancare alla chitarra un Alfred Koffler affetto da neuropatia.
Recentemente alcuni membri hanno supportato Michael Kiske nei Place Vendome, D. C. Cooper sul suo disco solista omonimo, Joe Lynn Turner nei Sunstorm.

## Formazione

### Formazione attuale
- David Readman (voce) (1994-)
- Alfred Koffler (chitarra) (1987-)
- Marco Wriedt (chitarra) (2020-)
- Roman Beselt (basso) (2020-)
- Chris Schmidt (batteria) (2012-)

### Ex componenti
- Andi Deris (voce) (1987-1994)
- Kosta Zafiriou (batteria) (1987-2012)
- Dennis Ward (basso) (1987-2019)
- Uwe Reitenauer (chitarra) (2003-2020)

## Discografia

### Album in studio
- 1989 – Pink Cream 69
- 1991 – One Size Fits All
- 1993 – Games People Play
- 1994 – Change
- 1997 – Food For Thought
- 1998 – Electrified
- 2000 – Sonic Dynamite
- 2001 – Endangered
- 2004 – Thunderdome
- 2007 – In10sity
- 2013 – Ceremonial
- 2017 – Headstrong

### Album dal vivo
- 1997 – Live
- 2009 – Live in Karlsruhe

### EP
- 1991 – 36°/140°
- 1991 – 49°/8°
- 2000 – Mixery

### Singoli
- 1989 – One Step into Paradise
- 1990 – Close Your Eyes
- 1991 – Do You Like It like That
- 1991 – White Men Do No Reggae
- 1991 – Ballerina
- 1993 – Face in the Mirror
- 1993 – Keep Your Eye on the Twisted
- 1993 – Somedays I Sail
- 1995 – 20th Century Boy
- 1995 – Only the Good
- 1999 – Shame

### Cofanetti
- 2004 – Platinum Edition (ristampa di tre album)

### Raccolte

#### Partecipazioni
- 1990 – Hammer Rocks (Welcome the Night, Child of Sorrows)

## Videografia

### VHS
- 1992 – Size It Up: Live in Japan '92

### DVD
- 2009 – Past And Present